# Tilla Durieux
Tilla Durieux, nata Odilie Godefroy (Vienna, 18 agosto 1880 – Berlino Ovest, 21 febbraio 1971), è stata un'attrice austriaca molto attiva in Germania negli anni 20, durante la Repubblica di Weimar.

## Biografia
Nata con il nome di battesimo di Odilie Godefroy, era figlia di un professore universitario e di una pianista di origini ungheresi. Dopo aver studiato recitazione nella sua città natale, debuttò all'Olmütz Máhren ad Olomouc nel 1902. Prese il nome d'arte di Tilla Durieux in onore della nonna paterna di origini francesi, a dispetto dei suoi genitori che erano fermamente contrari alla sua carriera artistica. In seguito ebbe diversi ingaggi sia a Breslavia che a Stoccarda per giungere infine a Berlino nel 1902 dove recitò dietro la regia di grandi figure del teatro contemporaneo tedesco come Max Reinhardt ed Erwin Piscator.
L'anno successivo l'attrice sposò il pittore, appartenente alla corrente della Berlin Secession, Eugene Spiro, ma la loro unione durò solo due anni. Dopo il divorzio seguì un secondo matrimonio nel 1910 con il celebre mercante d'arte ed editore Paul Cassirer, il quale, innamoratissimo della donna, si suicidò in tribunale prima della sentenza di divorzio sparandosi a bruciapelo nel 1926.

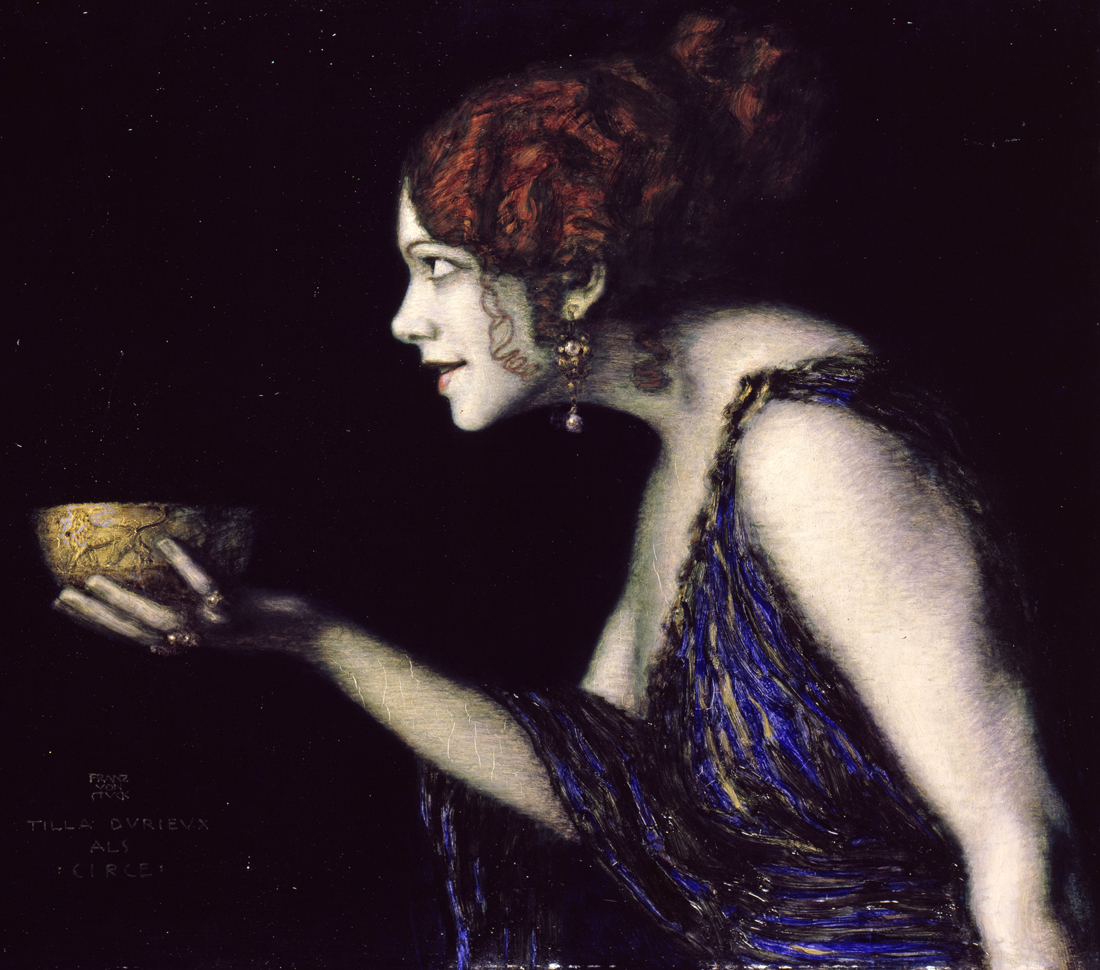
Ritratto di Tilla Durieux nelle vesti della maga Circe, dipinto da Franz von Stuck nel 1913.

Nel 1914 fece il suo debutto nel cinema muto con la pellicola di Stellan Rye Der Flug in die Sonne, a cui seguì Nahira di Max Mack del 1915. A partire dagli anni venti la sua carriera cinematografica diventa più sporadica in favore del teatro, girando pellicole come Die Verschleierte di Reinhard Bruck.
Con l'avvento del nazismo nel 1933 la carriera della Durieux subì un duro colpo, l'attrice, infatti, era all'epoca sposata con il suo terzo marito, Ludwig Katzenellenbogen, un industriale di origini ebraiche e regista teatrale, che per fuggire dalle persecuzioni antisemitiche del partito nazista fu costretto a riparare in Svizzera con sua moglie, per poi trasferirsi successivamente in Jugoslavia nel 1937, nella città di Zagabria.
Nel 1941, nel tentativo di fuggire dal loro nuovo luogo d'esilio, anch'esso occupato dall'esercito tedesco, il marito dell'attrice venne arrestato e deportato nel campo di concentramento di Oranienburg dove morì nel 1944. Rimasta da sola, la Durieux entrò in contatto con la resistenza iugoslava con la quale collaborerà fino alla fine della guerra.
Durante il suo periodo di esilio forzato nella città jugoslava, la Durieux recitò occasionalmente in diversi teatri europei, e si dedicò alla stesura delle sue memorie che vennero poi pubblicate dopo il suo rientro in Germania nel 1952 con il titolo Eine Tür steht offen (Una porta è aperta). Nel foyer del Teatro Nazionale di Zagabria (Hrvatsko narodno kazalište), la Durieux conobbe la celebre collezionista d'arte Zlata Lubienski, con la quale strinse una grande amicizia.
Tra il 1945 ed il 1951 lavorò come aiuto regista nel teatro delle marionette di Zagabria.
Dopo la seconda guerra mondiale fece ritorno nel 1952 in Germania dove recitò nei teatri di Berlino, Amburgo e Münster. In questo stesso periodo intensificò la sua carriera di attrice cinematografica e radiofonica che durò fino alla sua morte e per i quali ricevette numerosi premi ed onorificenze tra le quali l'Ordine al Merito di Germania nel 1960.
Alla sua morte nel 1971 a Berlino venne sepolta insieme a Paul Cassirer nel cimitero di Friedhof Heerstrasse.

## Filmografia

### Attrice (cinema)
- Der Flug in die Sonne, regia di Stellan Rye (1914)
- Die Launen einer Weltdame , regia di Max Obal (1915)
- Nahira, regia di Max Mack (1915)
- Die Verschleierte, regia di Reinhard Bruck (1920)
- Haschisch, das Paradies der Hölle, regia di Reinhard Bruck (1921)
- Der zeugende Tod, regia di Heinz Sarnow (1921)
- Una donna nella luna (Frau im Mond), regia di Fritz Lang (1929)
- Die Stärkere, regia di Wolfgang Liebeneiner (1953)
- L'ultimo ponte (Die Letzte Brücke), regia di Helmut Käutner (1954)
- Anastasia l'ultima figlia dello Zar (Die letzte Zarentochter), regia di Falk Harnack (1956)
- Von allen geliebt , regia di Paul Verhoeven (1957)
- El Hakim, regia di Rolf Thiele (1957)
- Resurrezione (Auferstehung), regia di Rolf Hansen (1958)
- Neurose (Labyrinth), regia di Rolf Thiele (1959)
- Morgen wirst du um mich weinen, regia di Alfred Braun (1959)
- Als geheilt entlassen, regia di Géza von Cziffra (1960)
- Barbara - Wild wie das Meer, regia di Frank Wisbar (1961)
- Verdammt zur Sünde, regia di Alfred Weidenmann (1964)
- Es, regia di Ulrich Schamoni (1966)

### Attrice (televisione
- Die Schwestern, regia di Kurt Wilhelm - film tv (1957)
- Gericht bei Nacht, regia di Werner Völger - film tv (1957)
- Illusionen, regia di Kurt Wilhelm - film tv (1957)
- Nebel, regia di Werner Völger - film tv (1957)
- Bernarda Albas Haus
- Ihr 106. Geburtstag, regia di Hannes Tannert - film tv (1957)
- Antigone, regia di Franz Josef Wild -  film tv (1958)
- Eine fast mögliche Geschichte, regia di Michael Kehlmann - film tv (1958)
- Vergessene Gesichter